# Горлис-Горский, Юрий Юрьевич
Юрий Горлис-Горский (настоящее имя Юрий Юрьевич Городянин-Лисовский; 14 января 1898, Демидовка, Полтавский уезд, Полтавская губерния, Российская империя — 27 сентября 1946, Аугсбург, Американская зона оккупации Германии) — украинский писатель, общественный деятель, офицер армии УНР.

## Биография
Отец, по его утверждению, был офицером Русской императорской армии, мать, Людвика Соколовская, происходила из польской шляхты. По его же словам, сам Юрий, окончив реальное училище в Полтаве, поступил добровольцем в Кабардинский полк «Дикой дивизии» в 1915 или 1916 году. Зимой 1917/18 годов добровольно вступил в Кармелюцкий курень армии УНР, через год с небольшим перешёл в конную сотню Богдановского пехотного полка Запорожского корпуса, принял участие в 1-м Зимнем походе, в ходе которого оказался во 2-м сводном Запорожском полку.
Около 10 февраля 1920 года отстал от армии в Холодном Яру и примкнул к повстанцам «петлюровской» ориентации во главе с братьями Василием и Петром Чучупаками, чей штаб располагался в Матронинском монастыре, затем в с. Мельники или на близлежащих хуторах. Служил есаулом 1-го конного куреня полка гайдамаков Холодного Яра, под именем Валентина Семянцева (его товарищ по упомянутой конной сотне) вступил в милицию г. Каменки как их агент, затем, вместе с другими подпольщиками, вынужден был вернуться в Холодный Яр. Использовал псевдоним «Юрко Зализняк».
13 мая 1920 года, после нападения отряда повстанцев во главе с Игнатом Зинкевичем на Новомиргород, в котором он участвовал, попал в большевистский плен. Прошел допросы и пытки в елисаветградской ЧК (тогда находившейся в Крепости Святой Елисаветы) и Особом отделе 1-й Конной армии. 2 июля бежал с вокзала Елисаветграда во время перевозки пленных (Зинкевича и др.) в Житомир, вернулся к тем же повстанцам, которых, вместо погибших братьев Чучупаков, возглавлял уже Иван Деркач. Участвовал вместе с ними в Александрийском восстании августа-октября 1920 года и последующих боях повстанцев с Красной армией и ЧК. Весной 1921 года прибыл по поручению нового атамана Ивана Петренко в Тарнув, где встретился с генералом-хорунжим Юрком Тютюнником, отклонил предложение последнего вступить в 4-ю Киевскую дивизию армии УНР и вернулся на какое-то время в ряды богдановцев в звании поручика.
Впоследствии стал заниматься подпольной деятельности в Киеве и на Подолье под псевдонимом «Горский». Был арестован советскими властями. После 8 месяцев лишения свободы в Виннице был в декабре 1923 года выпущен на волю. С согласия украинского подполья стал советским агентом, но в 1924 году снова был арестован. Был приговорён к расстрелу, симуляцией психической болезни добился замены приговора на 15 лет заключения. В апреле 1931 года бежал из Херсонской психиатрической больницы, год жил нелегально в СССР, работал на строительстве будущего ГАЗ (все сведения по его утверждению). Весной 1932 года перешёл нелегально советско-польскую границу.
В Польше начал свою карьеру писателя под псевдонимом «Горлис-Горский». Осенью 1932 года опубликовал статью «Холодный Яр», а в журнале Летопись Красной Калины (№ 1-12 1933 год) публикуется уже повесть «Год в Холодном Яру» (укр. Рік у Холодному Яру), которая потом станет первой частью романа «Холодный Яр». В 1933 году в периодических изданиях появились антисталинский памфлет «Ave, диктатор!» и серия очерков об СССР «Живое лицо красного сфинкса». В 1934 году вышли повесть «Атаман Хмара» о подольском атамане Семене Харченко и первая часть книжного издания «Холодного Яра», значительно дополненная по сравнению с журнальным вариантом. В 1935 году опубликовал воспоминания («Спогади») о 1922—1924 годах (1-я часть: «Во вражеском лагере», 2-я: «В казематах ГПУ»). В том же году вышла книга «Красный чертополох», о нелегальном пребывании в СССР. В 1936 году издал пьесу по повести «Атаман Хмара», в 1937 году — вторую часть «Холодного Яра» и «Тюремные стихи».
«Холодный Яр» в 30-е пользовался популярностью в сельских читальнях «Просвиты» и входил в обязательный круг чтения бойцов УПА. При этом, начиная с 1967 года, «Холодный Яр» издавали только в искажённом виде и лишь в 2014 году появились переиздания авторского текста.
В 1938 году Юрий Городянин-Лисовский перебрался в Карпатскую Украину, где начался его конфликт с бандеровской ОУН, вследствие чего ему пришлось ограничиться ролью учителя в селе Луг. Участвовал в краткосрочном противостоянии с венгерской армией, затем бежал в Румынию и Югославию. Под влиянием слухов о скором начале большой войны решил ехать вместо Канады во Францию, где присоединился к тем кругам эмиграции УНР, что делали ставку на победу союзников в схватке с Третьим Рейхом и СССР. Война давала шанс на воссоздание украинского государства. В январе 1940 года вместе с Александром Шульгиным поехал в Финляндию, где хотел склонить правительство к формированию подразделения из пленных советских украинцев. Финский генштаб дал добро на эту инициативу лишь за три дня до окончания войны. В то же время в парижском журнале «Тризуб» опубликовал очередные воспоминания о пребывании в СССР в 1931—1932 годах: «На аванпостах социализма». После поражения Франции решил переориентироваться на Германию. По непроверенным сведениям, работал на радиостанции, вещавшей по-украински на СССР. В ответ на интервенцию СССР организовал отряд украинцев в помощь Финляндии, отряд пополнялся украинскими эмигрантами и советскими военнопленными.
Весной 1941 года снова ездил в Финляндию, о чём написал две статьи.
Весной 1942 года он прибыл в оккупированный нацистами Ровно. Во время пребывания там опубликовал в оккупационной газете «Волынь» последние известные воспоминания (о пребывании в тюремной больнице в конце 20-х годов) «Их было двенадцать». В июне того же года посетил Холодный Яр. Затем перебрался в Киев, занимался активной коллаборационистской деятельностью, руководил секретной группой абвера, которая выявляла советских подпольщиков..
В конце ноября 1943 года переехал во Львов. В связи с наступлением Красной Армии в направлении Австрии возвратился в Германию, где встретил конец войны. С 1945 года жил с женой Галиной в лагере для перемещённых лиц в Новом Ульме, и организовал там вместе с Иваном Багряным, Борисом Левицким и другими украинскими эмигрантами Украинскую революционно-демократическую партию умеренно-левого толка.
Погиб при неясных обстоятельствах (бытует версия об убийстве агентами НКВД).